# Pocillopora modumanensis
Espèce
Pocillopora modumanensis est une espèce de coraux de la famille des Pocilloporidae.

## Répartition
Pocillopora modumanensis se rencontre dans l'océan Indien au large du Mozambique.

## Classification
Le nom valide complet (avec auteur) de ce taxon est Pocillopora modumanensis Vaughan, 1907,.

### Publication originale
- (en) T. Wayland Vaughan, « Recent Madreporaria of the Hawaiian Islands and Laysan », US National Museum Bulletin, Washington, vol. 59, no 9,‎ 1907, p. 1-427 (lire en ligne, consulté le 28 juillet 2024).